# Schloss Hautefort

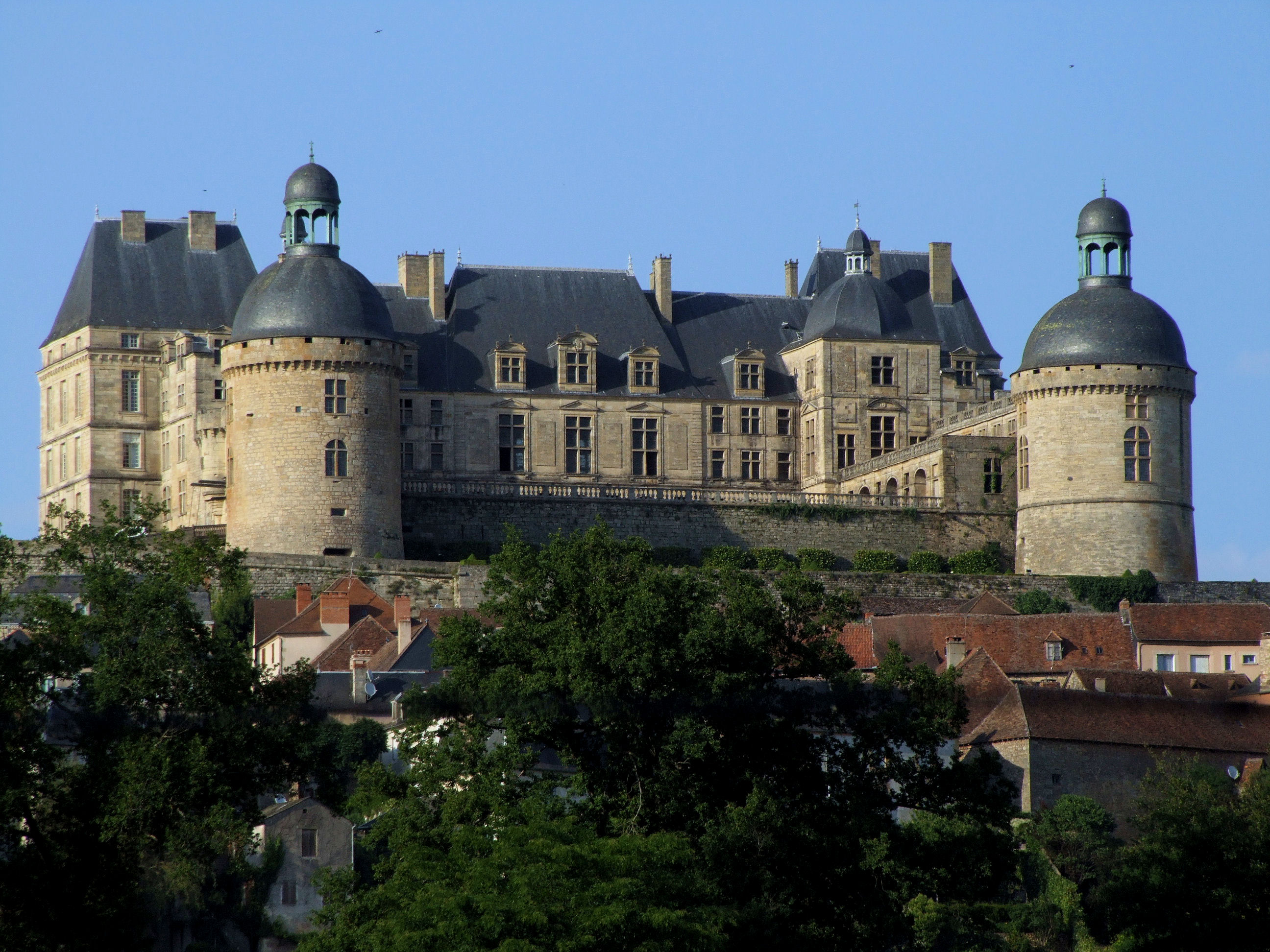
Das Schloss Hautefort thront auf einem Plateau und dominiert die Umgegend

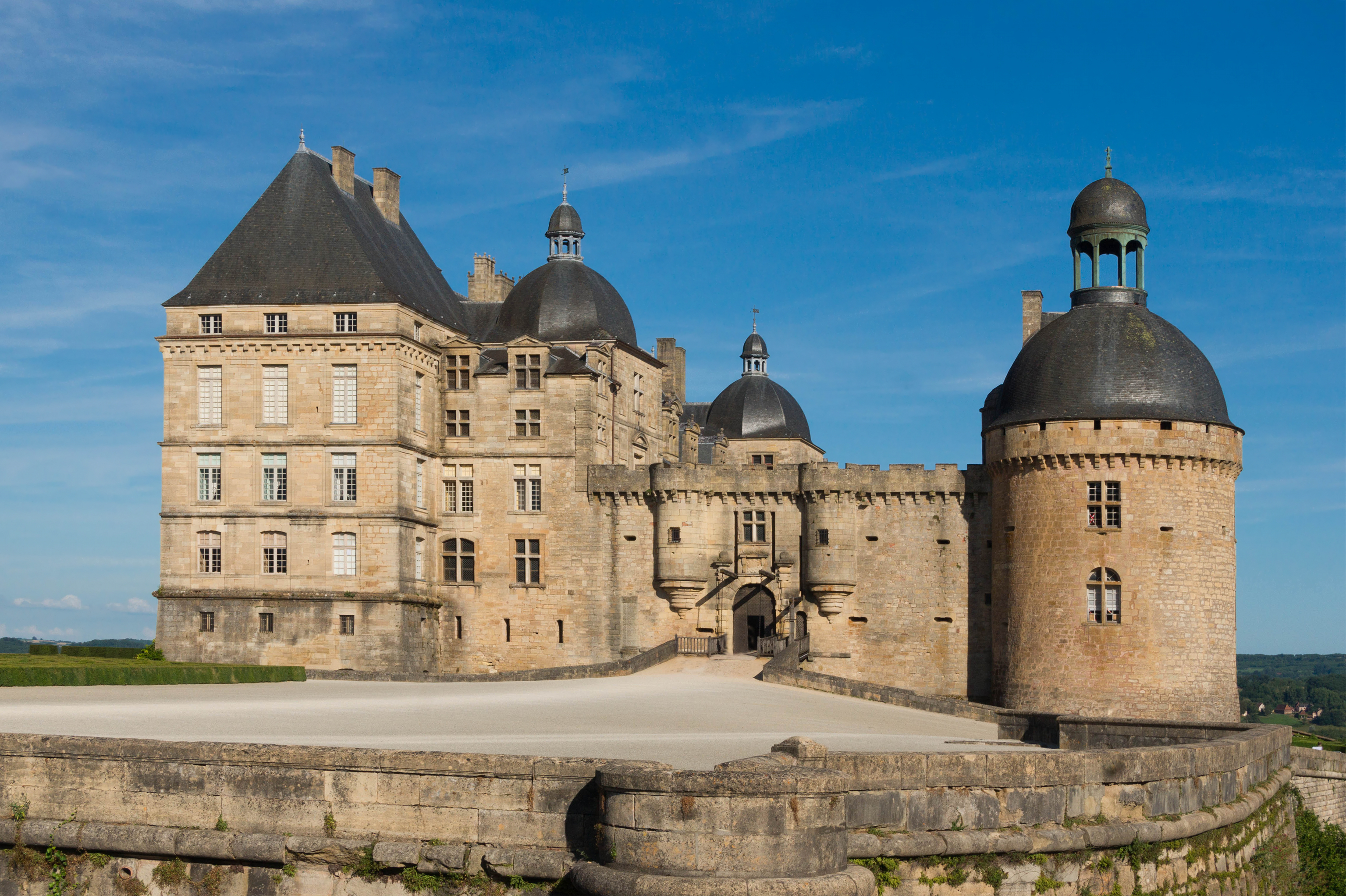
Nordwestansicht des Schlosses

Das Schloss Hautefort (französisch Château de Hautefort) steht auf einem Plateau im Norden des französischen Départements Dordogne und überragt die Ortschaft Hautefort etwa 34 Kilometer nordöstlich von Périgueux. Es ist die größte barocke Schlossanlage Südwestfrankreichs und zugleich eines der wichtigsten Schlösser des Périgords. Im äußersten Osten des weißen Périgords (französisch Périgord blanc) gelegen, wurde das Schloss am 31. Oktober 1958 als Monument historique klassifiziert. Seine französischen Gärten und der Landschaftspark stehen seit dem 31. Dezember 1967 ebenfalls als Monument historique unter Denkmalschutz.

## Geschichte

### Anfänge
Schon im 9. Jahrhundert gab es an der Stelle des heutigen Schlosses eine Burg der Vizegrafen von Limoges. Der Ort war bereits in römischer Zeit besiedelt. 1030 wurde die Burg Eigentum von Guy de Lastours, nachdem er im Namen des Grafen von Périgord die aufbegehrenden Vizegrafen bei Arnac geschlagen hatte. Nach seinem Tod im Jahr 1046 brachte seine einzige Tochter Aloaarz den Besitz an ihren Mann Aymar der Laron, der den Namen Lastours annahm. Durch die Heirat von Agnes de Lastours im Jahr 1160 kam die Burg an die Familie ihres Mannes Constantin de Born. Der stritt sich mit seinem Bruder, dem Troubadour Bertran de Born, um die Anlage, denn die beiden gehörten den verfeindeten Parteien der englischen Prinzen Heinrich des Jüngeren und Richard Löwenherz an. Betran hielt es mit dem Prinzen Heinrich, während Constantin dem Lager Richards angehörte. 1182 gelang es Betran, Constantin von der Burg zu vertreiben, doch schon im Jahr darauf belagerte Richard Löwenherz nach Heinrichs Tod die Anlage und konnte sie nach acht Tagen einnehmen. Er ließ Betran gefangen nehmen und schleifte die Wehranlage. Allerdings schenkte der englische König Heinrich II. dem Troubadour die Freiheit und gab ihm auch seine Burg zurück, die Betran ab 1184 wiederaufbaute. 1194/1196 zog sich der Burgherr in das Zisterzienserkloster Dalon zurück und wurde Mönch. Hautefort wurde von seinem Sohn übernommen. Zu jener Zeit bestand die Anlage aus einem großen Donjon und mehreren kleinen Türmen, die mit Kurtinen und Wehrgängen miteinander verbunden waren.

### Kriegsjahre
Die männliche Linie der Familie de Born starb mit Bertrand III. aus. Erbin war seine Schwester Marguerite, die 1237 Aymar de Faye geheiratet hatte und ihm die Burg Hautefort zubrachte. Der neue Burgherr nahm daraufhin den Namen de Born und den Titel eines Vizegrafen von Hautefort an. Während des Hundertjährigen Krieges besetzten 1355 englische Soldaten die Burg und zwangen die Eigentümer dazu, den englischen König als ihren Lehnsherrn anzuerkennen, doch im Jahr 1406 kam die Anlage wieder unter französische Herrschaft. Zuvor war mit Bertrand der letzte männliche Vertreter der Familie verstorben und der Besitz als Erbe an Bertrands einzige Tochter Marthe gekommen. Ihr Sohn Antoine aus ihrer zweiten Ehe mit Hélie de Gontaut nannte sich nach der Seigneurie Hautefort, als er neuer Burgherr wurde.
Der nordwestliche Eingangsflügel der Anlage wurde 1588 – vielleicht unter dem Eindruck der französischen Religionskriege – 1588 verändert und befestigt. Dabei ersetzte er möglicherweise einen weniger wehrhaften Trakt im Stil der Renaissance.

### Umbau zum Barockschloss

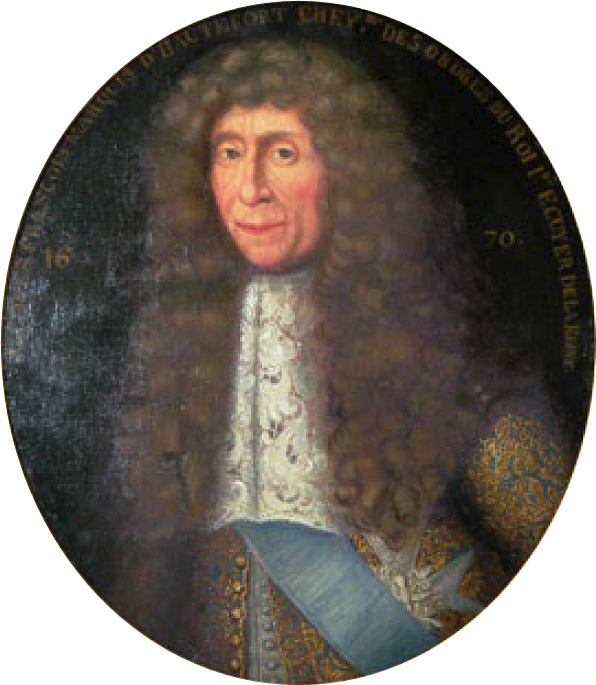
Jacques-François de Hautefort (zeitgenössisches Porträt) beendete die von seinem Großvater begonnene Umgestaltung zu einem Schloss

1614 wurde die Seigneurie unter François de Hautefort zum Marquisat erhoben. Entsprechend wollte er den veralteten Bau durch ein repräsentatives Schloss ersetzen. 1633 beauftragte der Marquis den aus Périgueux stammenden Architekten Nicolas Rambourg mit einem großzügigen Umbau der Anlage. Beim Tod des Bauherrn im Jahr 1640 waren die Arbeiten noch längst nicht abgeschlossen, und so blieb es Françoisʼ Nachfolger, dem Enkel Jacques-François, überlassen, die Arbeiten weiterzuführen. Jacques-François Schwester Marie machte als platonische Freundin Ludwigs XIII. am Königshof in Paris von sich reden. Der Tod Nicolas Rambourgs 1649 setzte dem Bauvorhaben ein vorläufiges Ende, 1651 konnte aber zumindest noch die Einweihung einer Schlosskapelle im Erdgeschoss des neuen Logis gefeiert werden. 1669 nahm der Marquis die Umbauarbeiten wieder auf. Er hatte dafür den Pariser Architekten Jean Maigret gewonnen. Dieser vervollständigte das Schloss zu einer symmetrischen Dreiflügelanlage im Stil des Klassizistischen Barocks, indem er den heutigen Südturm bauen und 1670 die Kapelle dorthin verlegen ließ. Obwohl der zweite Marquis 1680 verstarb, dauerten die Arbeiten unter Maigret noch bis zum Jahr 1695 an. Die zu Beginn des 17. Jahrhunderts noch vorhandenen Wehrelemente waren während der baulichen Veränderungen schrittweise abgebaut worden.

### Revolutionsjahre und 19.Jahrhundert
Während der Französischen Revolution verhinderten Bürger Hauteforts 1792 die Zerstörung des Schlosses durch Sansculotten. Dann diente die Anlage von 1793 bis 1795 als Gefängnis. Nach den Revolutionsjahren durfte Sigismonde Charlotte Louise de Hautefort, die Tochter des letzten Marquis Louis Frédéric Emmanuel, wieder über den Familiensitz verfügen. Sie heiratete am 9. Juni 1818 den Baron Ange Hyacinthe Maxence de Damas, der sich nach Ende seiner politischen Karriere nach Hautefort zurückzog. 1839 kam dort der Schriftsteller Eugène Le Roy zur Welt. Sein Vater war Kammerherr des Barons, der 1853 die Neugestaltung des Schlossparks in Auftrag gab. Die Entwürfe dazu lieferte einer der seinerzeit bekanntesten Landschaftsarchitekten Frankreichs, Paul de Lavenne, comte de Choulot. Er gestaltete die barocken Gärten auf den Terrassen rund um das Schloss neu und entwarf einen großen englischen Landschaftsgarten mit breiten Sichtachsen in die umgebende Landschaft. Nach dem Tod des Barons im Jahr 1862 erbte sein Sohn Maxence, der 1887 verstarb. Dessen zweite Frau veräußerte die Anlage 1890 an den reichen Industriellen Bertrand Artigues, der diverse Instandsetzungen vornehmen und die alten Wirtschaftsgebäude nordwestlich des Schlosses niederlegen ließ. Trotzdem war die Bausubstanz in keinem guten Zustand.

### Restaurierung und Wiederaufbau im 20.Jahrhundert

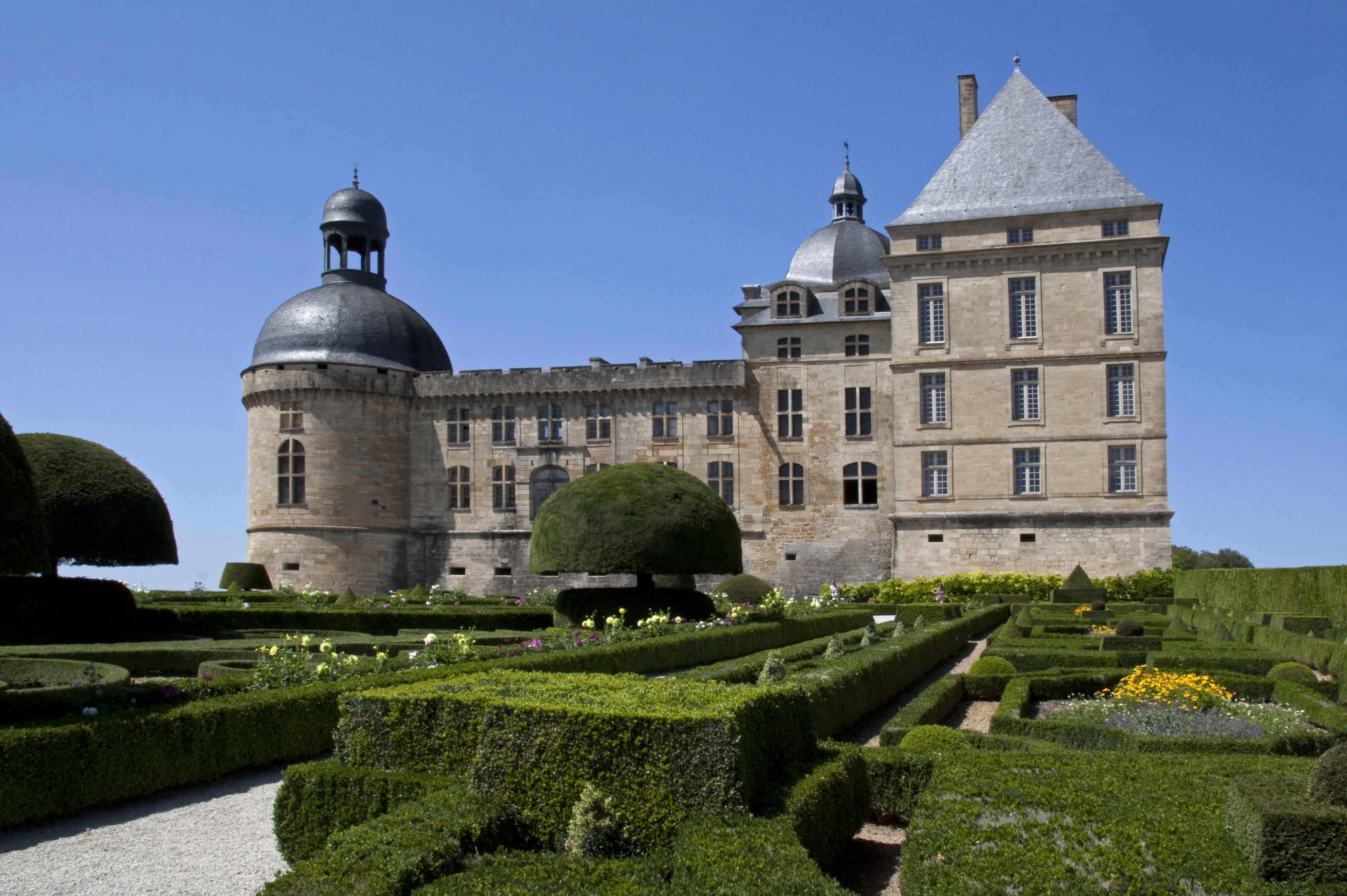
Südostansicht des Schlosses von dem im 20. Jahrhundert wiederhergestellten Gartenparterre

Als Artigues 1908 verstorben war, veräußerten seine Erben die Schlossanlage 1913 an einen Immobilienspekulanten. Der verkaufte bis 1925 sämtliches Mobiliar und die Innenausstattung wie Täfelungen und Parkettböden, um anschließend auch den parzellierten Landbesitz stückweise zu veräußern. 1929 erwarben Baron Henry de Bastard und seine Frau Simone, Tochter des Bankiers und Mäzens David David-Weill, das Schloss. Sie begannen 1930 mit langwierigen Restaurierungsarbeiten, die erst 1965 ein Ende fanden. Das Paar sorgte nicht nur für die Wiederherstellung der Gebäude im Inneren und Äußeren, sondern ließ auch die barocken Gartenparterres nach alten Plänen wiederherstellen. Dabei wurden die Beete zwar neu bepflanzt, aber die von Lavenne stammende Gestaltung beibehalten. Ausnahme davon war die große Esplanade vor dem nordwestlichen Schlossflügel, dort entstanden ein Broderieparterre und ein Laubengang anstelle der Ende des 19. Jahrhunderts abgerissenen Wirtschaftsgebäude.
Der französische Service des Beaux Arts lagerte zwischen 1939 und 1947 seine elsässischen Sammlungen im Schloss ein, um sie vor Beschädigungen während des Zweiten Weltkriegs zu schützen. Nach dem Tod des Barons 1957 öffnete seine Witwe die Anlage 1958 für die Öffentlichkeit, was den Gebäuden zum Verhängnis wurde. Durch den achtlos weggeworfenen Zigarettenstummel eines Besuchers entstand ein Großbrand, der in der Nacht vom 30. auf den 31. August 1968 den Hauptflügel im Nordosten inklusive Innenausstattung und Mobiliar verwüstete. Nur die Seitenflügel mit ihren Rundtürmen an den Enden blieben unversehrt. Die Baronin zögerte nicht lange und begann noch im September des gleichen Jahres mit der Wiederherstellung. Die Arbeiten wurden mit sieben Millionen Francs veranschlagt. Dabei wurden der zerstörte Schlossflügel und die dazugehörigen Räumlichkeiten nach alten Fotografien originalgetreu rekonstruiert und wieder möbliert. Simone de Damas hinterließ das Anwesen bei ihrem Tod 1999 einer im März 1990 gegründeten und von ihrem Neffen geführten Stiftung (Fondation du château de Hautefort).

### Heutige Nutzung
Die Schlossanlage kann heute mitsamt dem Schlosspark und großen Teilen der französischen Gärten entgeltlich besichtigt werden. Dazu zählen auch die Innenräume wie der große Empfangssaal, das Schlafzimmer des Schlossherrn, das Zimmer Marie de Hauteforts im Louis-quinze-Stil und die Schlosskapelle sowie die Küche. Während des Sommers werden einmal wöchentlich abendliche Führungen mit gewandeten Schlossführern angeboten. Im Südwestturm des Schlosses ist zudem ein kleines Museum eingerichtet, das dem Autor Eugène Le Roy gewidmet ist. Ein weiterer Turmraum erinnert an den Brand im Jahr 1968. Außerdem können Räume für Veranstaltungen gemietet werden.
In der Vergangenheit diente Schloss Hautefort als Filmkulisse und Drehort für mehrere Filme. Es wurden dort Szenen von André Hunebelles 1960 veröffentlichtem Ritter der Nacht gedreht, und zwei Jahre später diente es als Kulisse für den Film Der Ritter von Pardaillan. Ebenso wurde auf dem Schlossgelände der Schwarzweißfilm Die schwarze 13 aus dem Jahr 1967 in Szene gesetzt. Nach dem großen Brand 1968 konnte die Anlage vorerst nicht mehr als Filmlocation genutzt werden, erst im 1978 veröffentlichten Film Molière mit Philippe Caubère und Marie-Françoise Audollent ist sie wieder zu sehen. In Eine demanzipierte Frau aus dem Jahr 1985 diente das Schloss ein weiteres Mal als Filmkulisse, ehe Szenen für den Film Auf immer und ewig mit Drew Barrymore und Anjelica Huston in Hautefort gedreht wurden.

## Beschreibung

### Das Äußere

Grundriss des Erdgeschosses

Hautefort ist eine dreiflügelige Schlossanlage, deren Trakte einen rechteckigen, von einer Steinbalustrade abgeschlossenen Ehrenhof umgeben. Zentraler Bau ist das dreigeschossige Logis, das den gesamten Nordostflügel einnimmt. Ihm schließen sich im rechten Winkel zwei niedrigere Seitenflügel an, an deren Enden große Rundtürme stehen. Die Architektur zeigt eine Stilmischung aus Renaissance und klassizistischem Barock, was darauf zurückzuführen ist, dass die Bauten nach den Entwürfen zwei verschiedener Architekten errichtet wurden. Einheitliches Element des Schlosses sind die schiefergedeckten Dächer. Obwohl zur Zeit des Barocks gebaut, macht die gesamte Anlage einen wesentlich strengen Eindruck, als es bei Schlössern des 17. Jahrhunderts sonst üblich ist.
Von der mittelalterlichen Bausubstanz des 12. Jahrhunderts ist nichts mehr erhalten. Die ältesten Teile finden sich heute im Südwestturm, der auch Bretagne-Turm (französisch Tour de Bretagne) genannt wird. Sein Fundament stammt noch aus dem 15. Jahrhundert. Sein Dachstuhl aus Kastanienholz trägt ein Kuppeldach mit abschließender Laterne. Von diesem Turm war der heute nur noch teilweise erhaltene Wehrgang erreichbar. Sein Pendant am Ende des Nordosttrakts sieht zwar gleich aus, stammt aber zur Gänze aus dem 17. Jahrhundert.
Der Eingang zum Schloss liegt an der Nordwestseite, die zugleich die Hauptangriffsseite bildete, weil das Schlossplateau sonst überall von steilen Felshängen geschützt war. Entsprechend ist der Nordwestflügel des Schlosses stärker bewehrt als die übrigen Trakte. Vor ihm liegt ein breiter Trockengraben, über den eine steinerne Brücke führt. Diese überbrückt jedoch nicht den gesamten Graben, sondern ihr letzter Abschnitt besteht aus einer Zugbrücke. Vor dem Graben liegt eine große Esplanade, sodass mögliche Angreifer frühzeitig gesehen wurden und keine Deckung fanden. Das bossierte Hauptportal zeigt noch mittelalterliche Wehrelemente und wird von zwei Tourellen flankiert, die auf Kragsteinen ruhen.

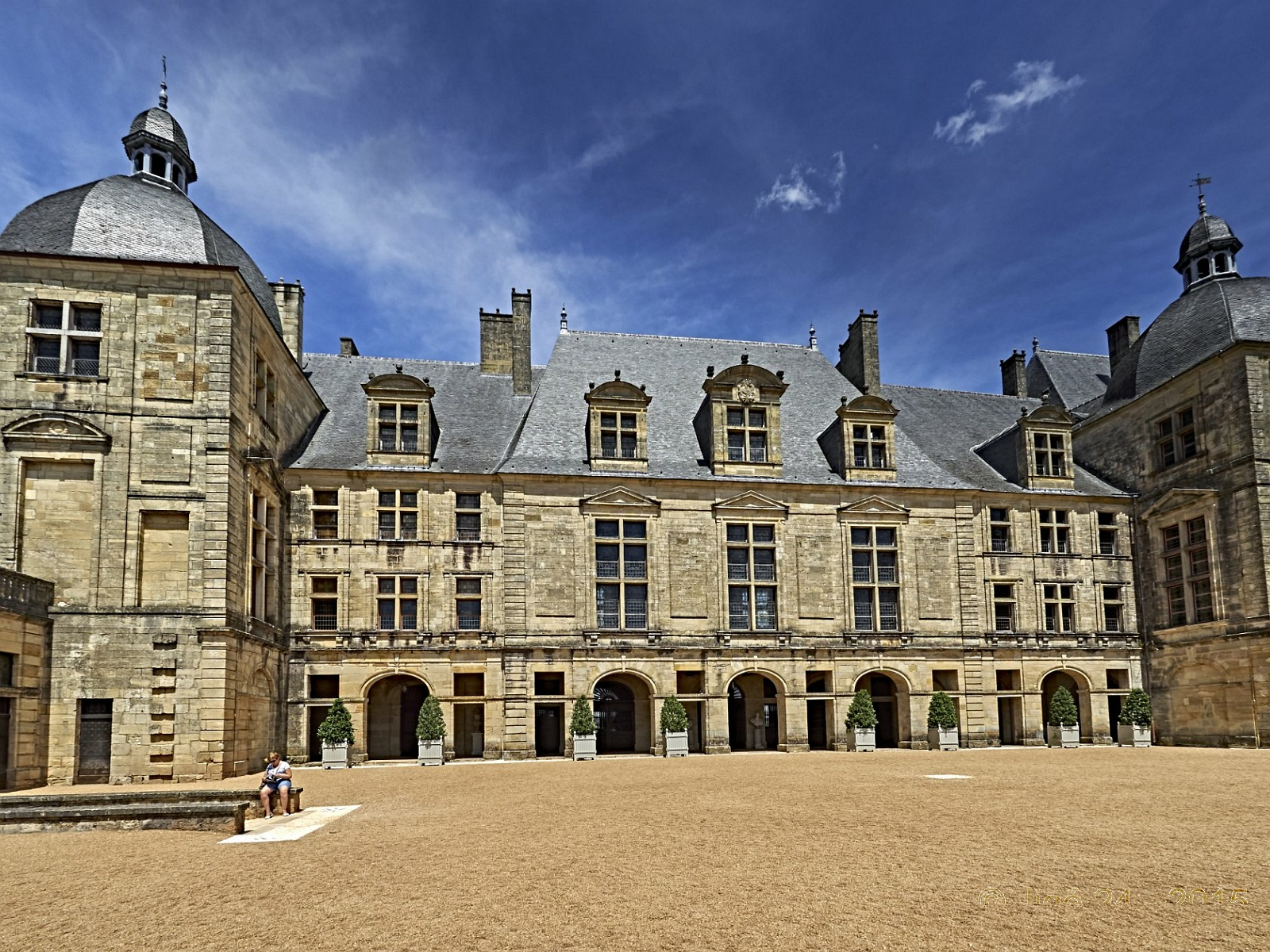
Hoffassade des Logis

Nachdem der Besucher das korbbogige Portal mit dem Wappen der Familie de Bastard durchschritten hat, steht er im Ehrenhof des Schlosses. Alle Gebäudeflügel zeigen hofseitig im Erdgeschoss Arkadengänge mit dazwischenliegenden rechteckigen Öffnungen. Derjenige des Logis ist als offene Galerie angelegt. Die darüber liegenden Geschosse sind durch ein Gesims von der Galerie getrennt. Die von Dreiecksgiebeln abgeschlossenen Kreuzstockfenster der Hoffassade waren zur Bauzeit eigentlich schon aus der Mode und stammen wahrscheinlich noch von den Entwürfen des ersten Architekten Nicolas Rambourg. Das Dachgeschoss ist mit Lukarnen ausgestattet, die Rundbogengiebel besitzen. Das Giebelfeld der mittleren Lukarne zeigt das Wappen der Familie de Hautefort. An den nach außen zeigenden Ecken des Logis stehen zwei wuchtige Pavillonbauten, die schon keine Kreuzstockfenster mehr besitzen und vermutlich nach Entwürfen des zweiten Architekten Jean Maigret errichtet wurden. Ein Kordongesims trennt die einzelnen Geschosse an der Fassade. Jenes zwischen dem dritten und dem Dachgeschoss besitzt als Reminiszenz an die mittelalterliche Wehrarchitektur eine Reihe von Kragsteinen, jedoch tragen diese keinen Wehrgang, und zwischen ihnen finden sich auch keine Maschikulis. Die nördliche Außenfassade des Schlosses misst inklusive der Eckpavillons über 80 Meter.

### Innenräume
Am nördlichen Ende der Galerie im Erdgeschoss des Logis liegen das Esszimmer und der sich anschließende Tappisseriensaal (französisch Salle des tapisseries). An dessen Wänden hängen vier Tapisserien des 16. und 17. Jahrhunderts aus Enghien und Brüssel, die vor dem verheerenden Feuer des Jahres 1968 gerettet werden konnten. Am anderen Ende der Galerie führt die große Ehrentreppe zu den Großen Appartements (französisch Grand appartements) auf der Beletage. In den Wandnischen des Treppenhauses stehen Flammenvasen. Herzstück der Appartements ist der sogenannte Kaminsaal (französisch Salle des cheminées), ein 21 × 14 Meter messender Empfangs- und Festsaal, der mit seiner Höhe von sieben Metern auch das über der Beletage liegende Dachgeschoss einnimmt. Seinen Namen besitzt er wegen seiner zwei großen Kamine, deren schnitzereiverzierte Verkleidungen aus Walnussholz bestehen. Es handelt sich um originalgetreue Rekonstruktionen von Kaminen aus dem 17. Jahrhundert, die bei dem Brand 1968 zerstört wurden.
Im südöstlichen Rundturm befindet sich die 1670 eingerichtete Schlosskapelle. Weil sie das Feuer 1968 unversehrt überstanden hat, ist ihre Ausstattung noch original und nicht rekonstruiert. Die Möbel stammen aus der Zeit der Restauration, während die Silberwarenausstattung Stücke aus dem 16. bis 18. Jahrhundert vorzuweisen hat. Der Fußbodenbelag im Chor der Kapelle zeigt als Motiv die Fleur de Lys. Die Kuppeldecke zeigt eine Bemalung in Trompe-l’œil-Technik, die eine Kassettendecke imitiert. Das Retabel des Altars besitzt korinthische Säulen, die einen halbrunden Giebel tragen. Der Entwurf dazu soll von Charles Percier und Pierre-François-Léonard Fontaine stammen.

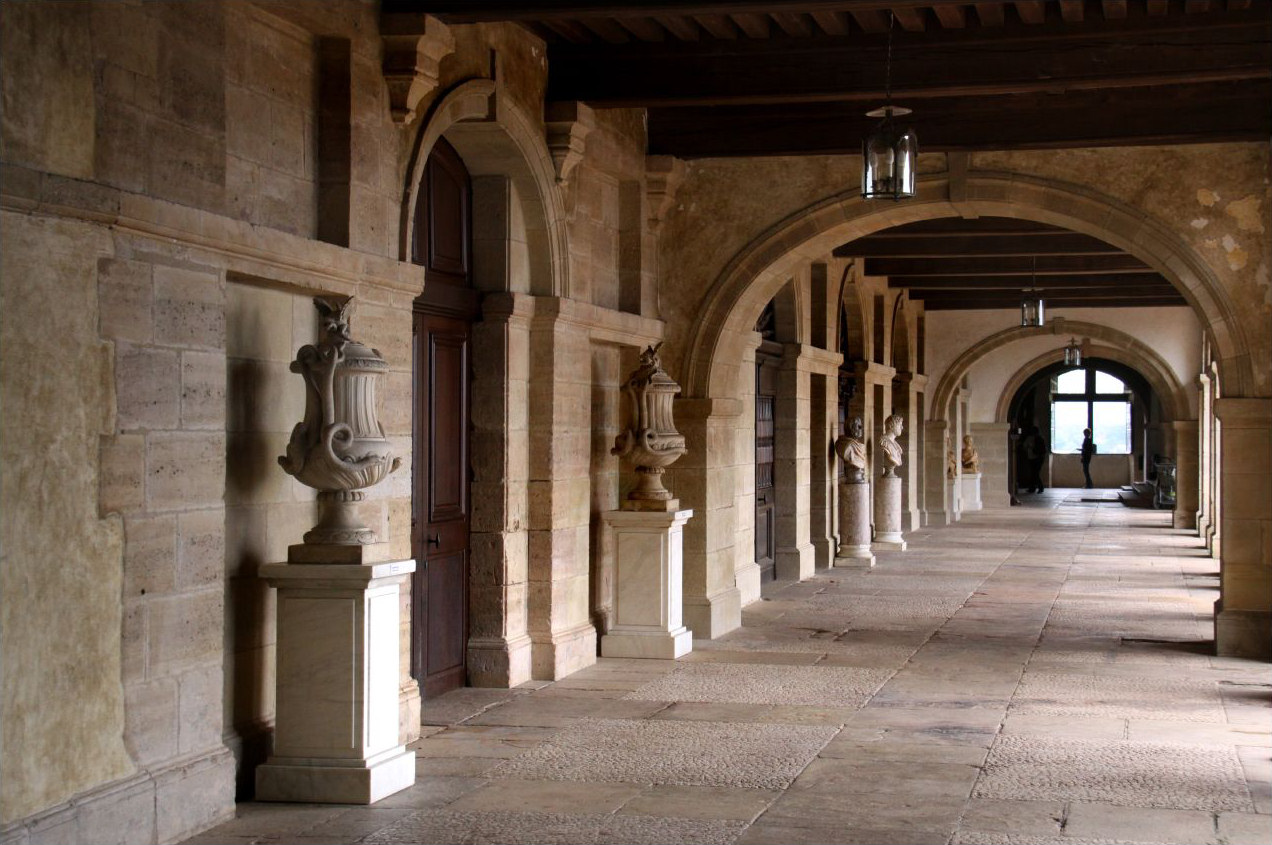
Galerie im Erdgeschoss
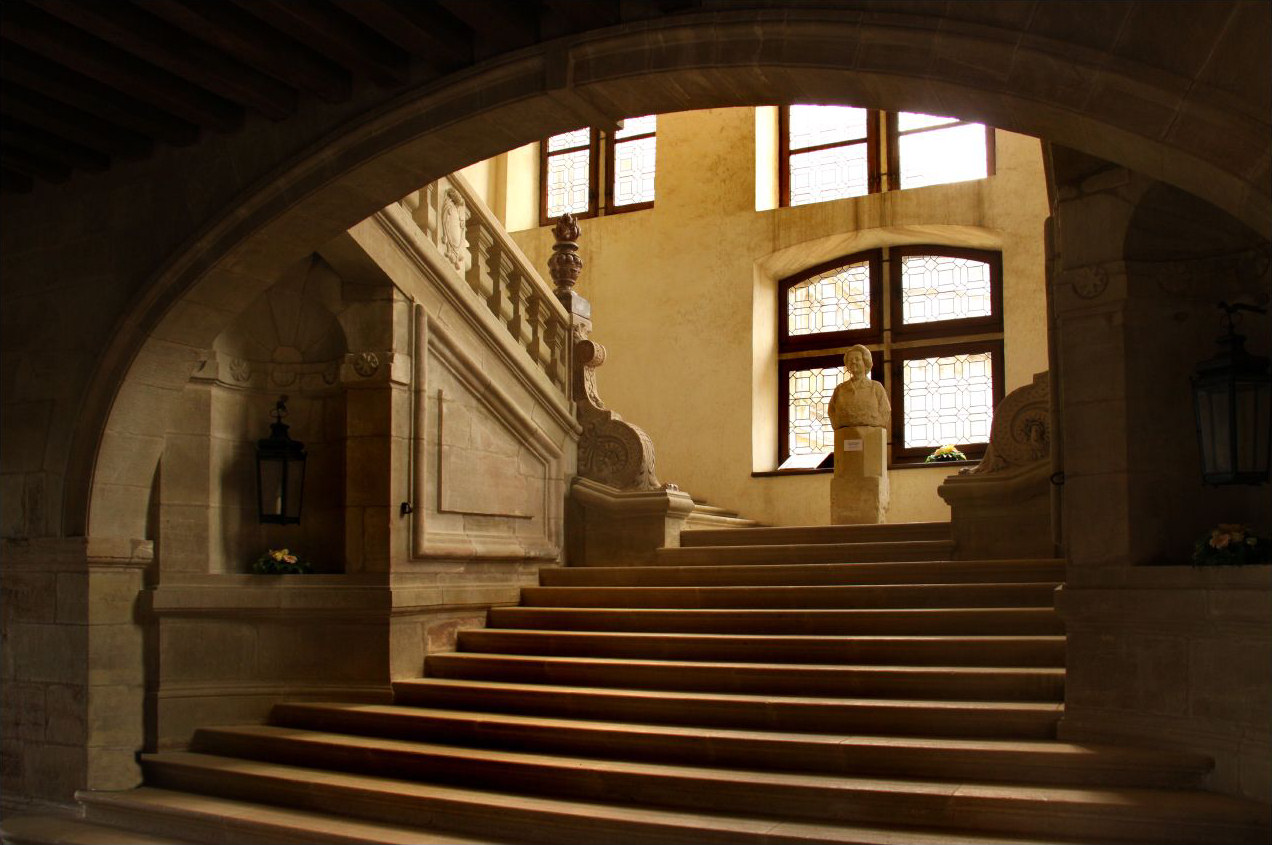
Treppenhaus
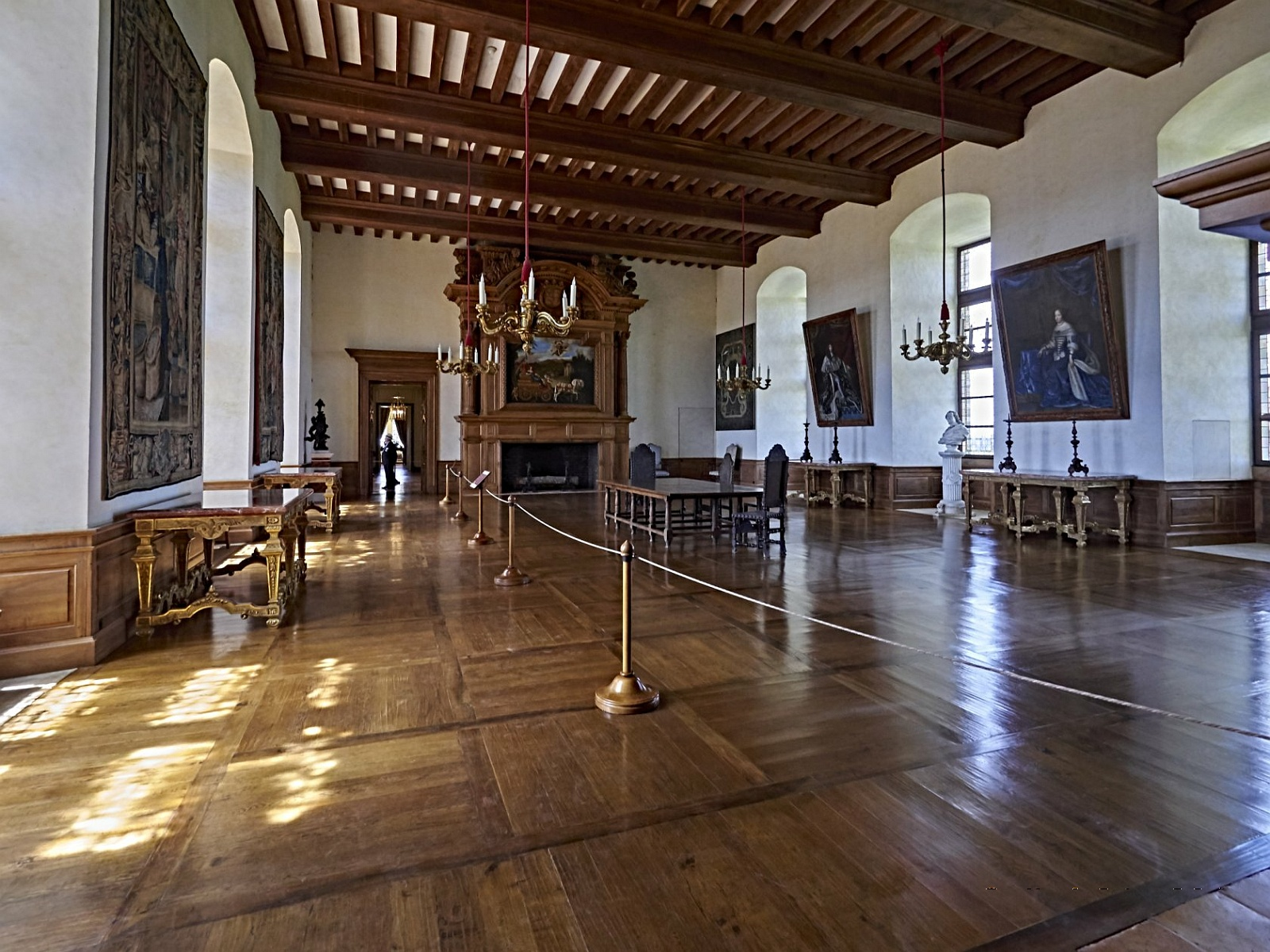
Kaminsaal
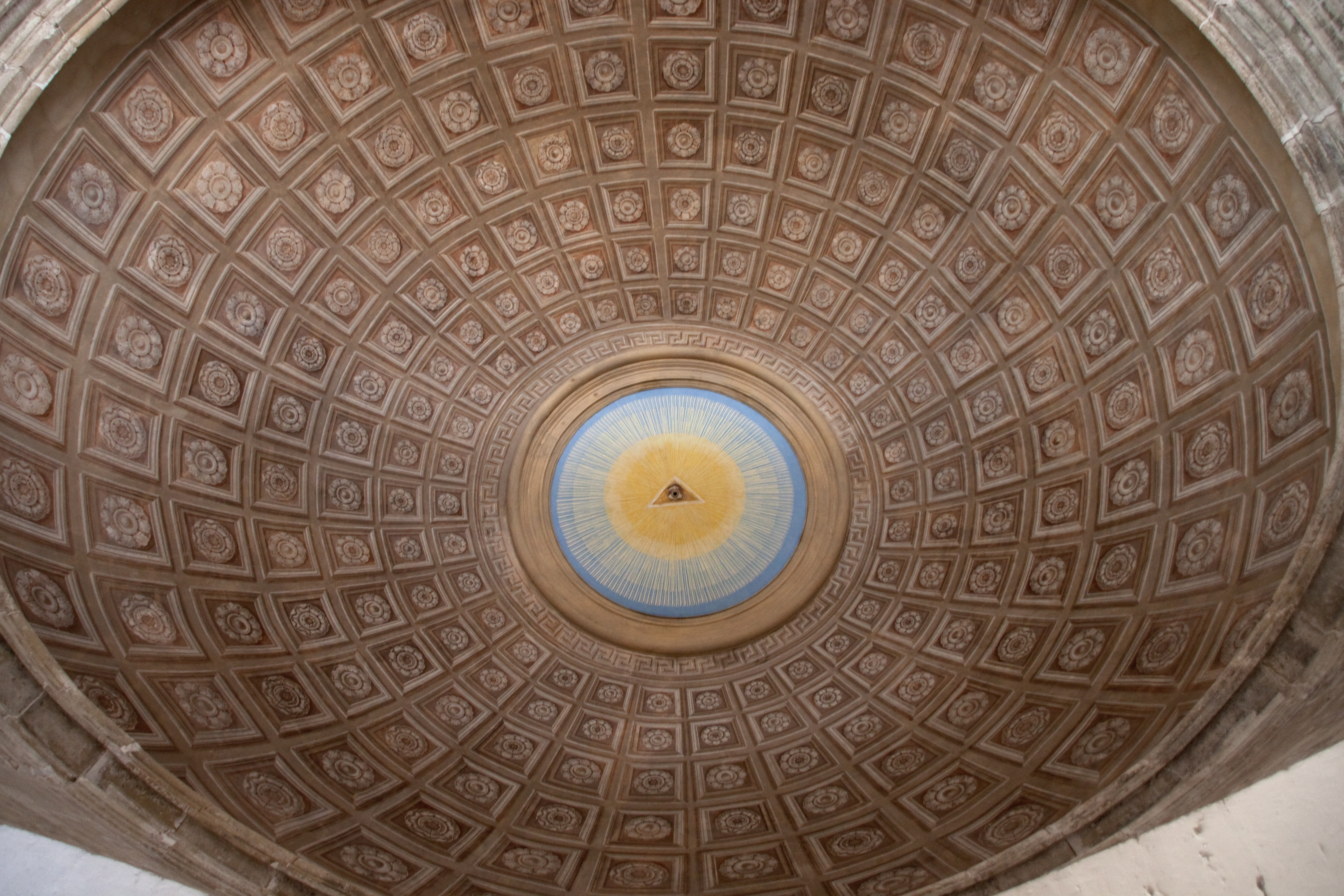
Trompe-l’œil-Deckenmalerei in der Kapelle

### Schlosspark und -gärten

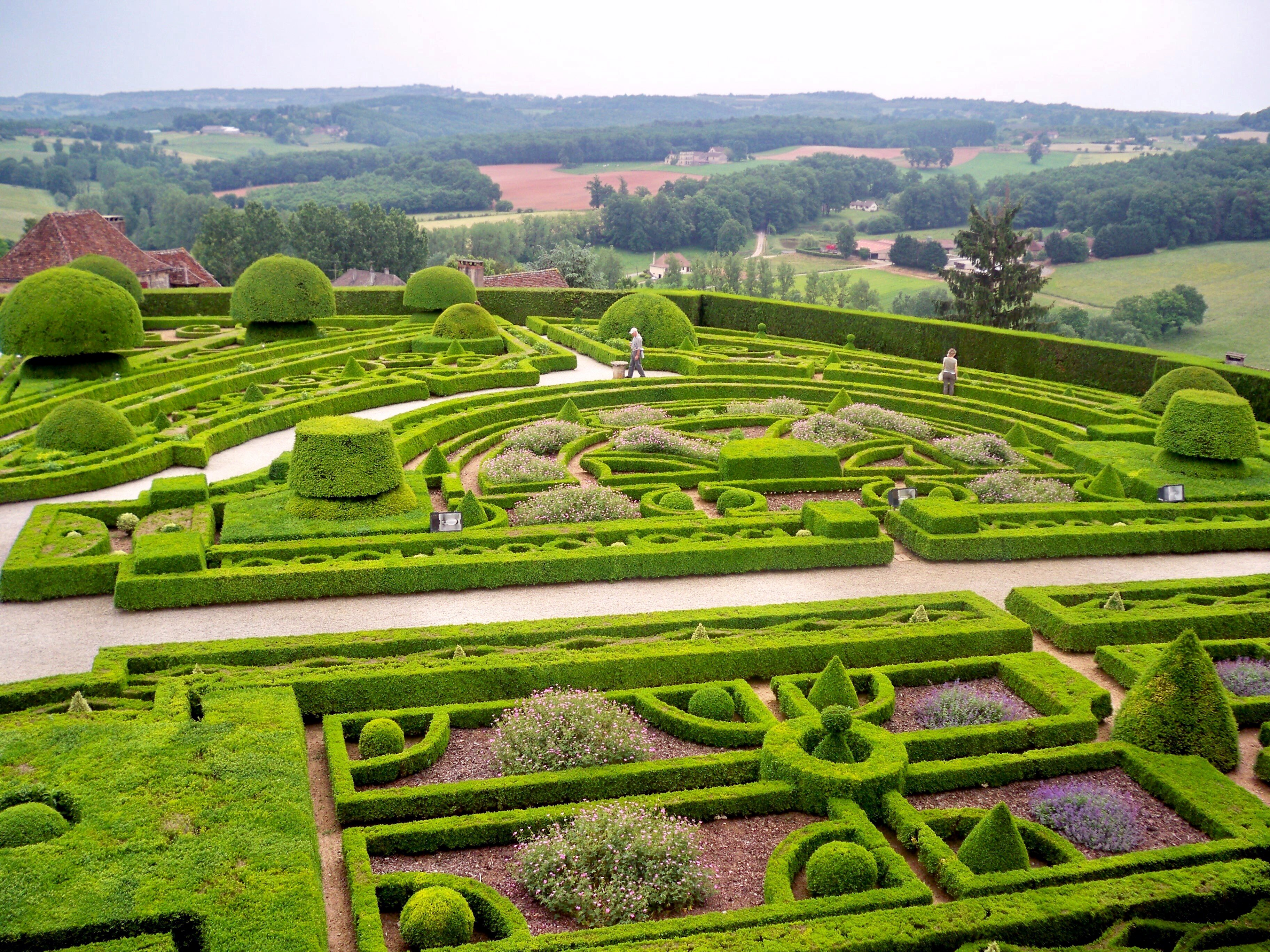
Barockgarten

Zehn Gärtner sind das ganze Jahr hindurch damit beschäftigt, die Gärten und den Park des Schlosses zu pflegen. Besonders arbeitsintensiv sind die französischen Gärten auf den Terrassen südlich und östlich des Schlosses. Schon im 17. Jahrhundert gehörte ein Barockgarten zur Anlage, die heutigen Parterres stammen jedoch aus dem 19. Jahrhundert und wurden im 20. Jahrhundert neu bepflanzt. Sie umfassen mit Eiben und Buchsbaum bepflanzte Broderieparterres, die zusätzlich in Form geschnittene Bäumchen aufweisen. Zwischen den Beeten mit ihrer Bepflanzung in geometrischen Formen verlaufen Spazierwege, die mit weißem Kies ausgestreut sind. Die Blumenbepflanzung der Beete wechselt jährlich.
Nordöstlich des Schlosses und seiner Esplanade erstreckt sich ein 30 Hektar großer englischer Landschaftsgarten mit einem künstlichen See. Der älteste Baum ist eine Libanon-Zeder am Rand des Parks. Zu den besonderen Pflanzen zählt außerdem eine Immergrüne Magnolie.